# Pyramid Glacier
Der Pyramid Glacier (dt. „Pyramiden-Gletscher“) besteht aktuell aus zerstreuten Gletschern und Schneefeldern an der Südsüdwest-Flanke des Mount Rainier im US-Bundesstaat Washington. Er bedeckt etwa 0,5 km² und enthält etwa 11 Mio. m³ Eis. Die Einzelteile des Gletschers liegen in Höhenlagen zwischen etwa 7.000 ft (2.134 m) und 9.000 ft (2.743 m). Die Success Divide trennt den Pyramid vom South Tahoma Glacier im Westen. Sowohl der Success Glacier als auch das untere Ende des Kautz Glacier begrenzen ihn auf der Ostseite. Das Schmelzwasser des Gletschers fließt in den Nisqually River.